# Адипонітрил
Адипонітрил — органічна сполука з класу нітрилів. За стандартних умов є безбарваною маслянистою рідиною без запаху.

## Застосування
При гідрогенізації адипонітрилу утворюється гексаметилендіаміну, який застосовується для отримання поліаміду найлон-66.
{\displaystyle {\ce {NC(CH2)4CN + 4 H2 -> H2N(CH2)6NH2}}}

## Отримання

### З солі амонію
Перший спосіб отримання адипонітрилу — дегідратація амонійної солі адипінової кислоти:
{\displaystyle {\ce {NH4+ CO2- -C4H8-CO2- NH4+ ->[H_3PO_4] N#C-C4H8-C#N +4H2O}}}

### З бутадієну

#### Хлорування
Спочатку бутадієн хлорується, утворюючи 1,4-дихлоро-2-бутен, який при взаємодії з ціанідом натрію перетворюється на 3-гексендинітрил. Останній гідрогенізується, утворюючи адипонітрил:
{\displaystyle {\ce {CH2=CH-CH=CH2 + Cl2 -> Cl-CH2-CH=CH-CH2-Cl}}}
{\displaystyle {\ce {Cl-CH2-CH=CH-CH2-Cl + 2NaCN -> NC-CH2-CH=CH-CH2-CN + 2NaCl}}}
{\displaystyle {\ce {NC-CH2-CH=CH-CH2-CN + H2 -> NC-CH2-CH2-CH2-CH2-CN}}}
Спосіб застосовувався у період з 1951 до 1983 року.

#### Гідроціанування
Іншим способом отримання адипонітрилу з бутадієну є гідроціанування бутадієну:
Цей спосіб почав застосовуватися 1972 року.

### З акрилонітрилу
Ще одним важливим способом отримання адипонітрилу є електрогідродимеризація акрилонітрилу:
Також можлива димеризація акрилонітрилу з утворенням 3-гексендинітрилу, який потім відновлюється до адипонітрилу:
{\displaystyle {\ce {NC-CH=CH2 + CH2=CH-CN -> NC-CH2-CH=CH-CH2-CN ->[H_2] NC-CH2-CH2-CH2-CH2-CN}}}

## Токсичність
Викликає незначне подразнення очей, пошкодження шкіри, порушення метаболізму й утруднення дихання.